# فرودگاه شهری آردمور
فرودگاه شهری آردمور (به انگلیسی: Ardmore Municipal Airport) (به زبان بومی: Ardmore Industrial Airpark) یک فرودگاه همگانی با کد یاتا ADM است که یک باند فرود آسفالت دارد و طول باند آن ۲۲۰۱ متر است. این فرودگاه در کشور ایالات متحده آمریکا قرار دارد و در ارتفاع ۲۳۲ متری از سطح دریا واقع شده‌است.